# Čërnaja rečka
Čërnaja rečka (in russo Черная речка?) è una stazione  della Linea Moskovsko-Petrogradskaya, la Linea 2 della metropolitana di San Pietroburgo. È stata inaugurata il 4 novembre 1982.
Čërnaja rečka è il luogo ove avvenne il duello che costò la vita ad Aleksandr Puškin. In ricordo di quel tragico evento, una statua del poeta è stata posta all'interno della stazione.